# مورچه نقره‌ای صحرا

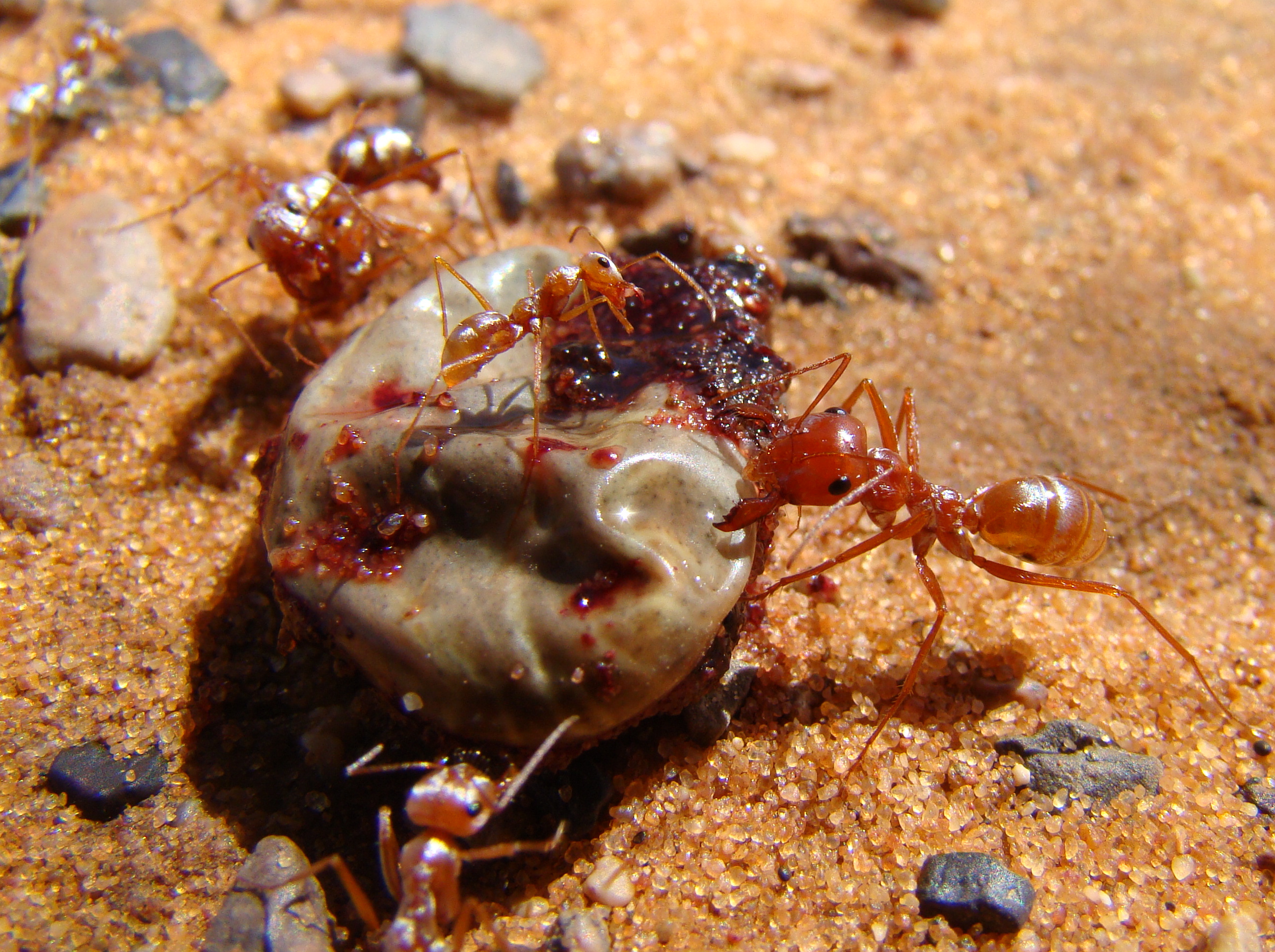

مورچه نقره‌ای صحرا (نام علمی: Cataglyphis bombycina) گونه‌ای از موریان است که صحرای بزرگ آفریقا زندگی می‌کند. این گونه سریعترین گونه مورچه میان ۱۲٬۰۰۰ گونه شناخته شده‌است که با سرعت ۸۵۵ میلی‌متر بر ثانیه می‌توان حرکت کند. به عبارتی دیگر این مورچه ۱۰۸ برابر طول خودش در هر ثانیه می‌تواند حرکت کند که فقط دو گونه در کل زمین از این نظر سریعتر هستند: سوسک ببری و موریانه ساحلی کالیفرنیا. سرعت حرکت مورچه نقره‌ای صحرا تقریبا با سرعت حرکت انسان در حال راه رفتن برابری می‌کند و اگر انسان‌ها می‌توانستند به این طولشان حرکت کنند، سرعتشان ۷۲۰ کیلومتر بر ساعت می‌بود.
با توجه به گرمای شدید صحرای آفریقا و تهدید دیگر جانوران شکارچی، این مورچه‌ها فقط ده دقیقه در روز خارج از لانه خود هستند. شکارچی آنان مارمولک است.
آنها در صحرا به دنبال لاشه حیواناتی که از گرما تلف شده‌اند می‌گردند تا تغذیه کنند. از آنجایی که دمای محیطشان ۴۷ درجه سانتی‌گراد است، قابلیت‌های خاصی برای تحمل این گرما تکامل کرده‌اند. مانند استفاده از چهارپا به جای شش پا، سرعت بسیار زیاد و درجه بازتاب زیاد از پوستشان (تا جذب گرما به حداقل برسد)، به خاطر درجه بالای بازتاب، آنها به ظاهر نقره‌ای به نظر می‌رسند که نام «نقره‌ای» را به این خاطر گرفته‌اند.